# Bao (Mancala-Spiel)

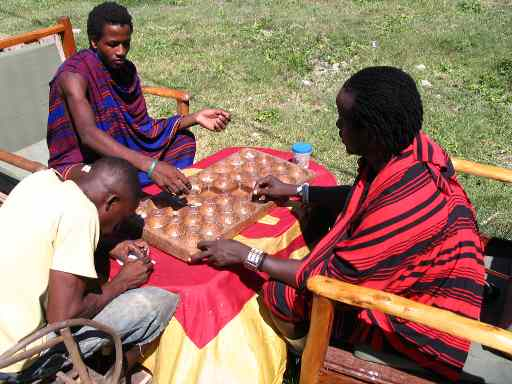
Bao-Spiel auf Sansibar. Zwei Massai im Lodge in Kizimkazi

Bao ist ein Mancala-Spiel aus Afrika. Es wird in einigen Ländern Ostafrikas (unter anderem Tansania, Kenia, Malawi, Burundi und Ost-Kongo) gespielt. In Malawi ist es auch unter dem Namen Bawo bekannt. Am populärsten ist es unter den Swahilis von Tansania und Kenia. Das Wort bao heißt ‚Brett‘ in Swahili.
Manche nennen Bao „König der Mancala-Spiele“, da es als das schwierigste und komplexeste von ihnen gilt.
Es gibt mehrere Varianten von Bao. Das komplexeste wird Bao la Kiswahili („Bao der Swahilis“) genannt. Bao la kujifunza („Bao für Beginner“) ist eine vereinfachte Version des Swahili-Spieles. Bao la Kiarabu („Bao der Araber“) ist eine noch einfachere Variante, welche aus dem Oman stammt, wo es als Hawalis bekannt ist. Das Spiel „Omweso“, welches in Uganda gespielt wird, benutzt ein ähnliches Brett und Steine wie Bao und hat vergleichbare Spielregeln.
In Sansibar werden die Meister des Spiels hoch geachtet. Dort gibt es Bao-Vereine und Bao-Meister, die fundi (Künstler) oder bingwa (Experte) genannt werden. Offizielle Meisterschaften finden auf Sansibar, in Kenia und in Malawi statt. Auch in Europa werden Turniere organisiert.

## Spielzubehör
Ein Bao-Brett besteht im Allgemeinen aus poliertem Holz. Ein Bao-Brett hat 32 Mulden (genannt mashimo, „Mulden“; Sing. shimo) in einem 4×8-Layout.
64 Spielkugeln, „Saatkörner“ (32 pro Spieler), werden eingesetzt. Auf Sansibar werden hierfür die nussartigen Früchte der Mkomwe-Pflanze (Caesalpinia bonduc) verwendet, deren frei beweglicher Kern ein Wegrollen der Kugel behindert. Dies ist dasselbe Spielzubehör, wie es für eine große Gruppe von Mancala-Spielen genutzt wird, besonders bei Omweso (Uganda) und seinen vielen Varianten; normalerweise können Bretter, welche speziell für Bao gemacht wurden, daran erkannt werden, dass zwei Mulden (genannt nyumba, „Häuser“) von anderer (meist eckiger) Form sind.

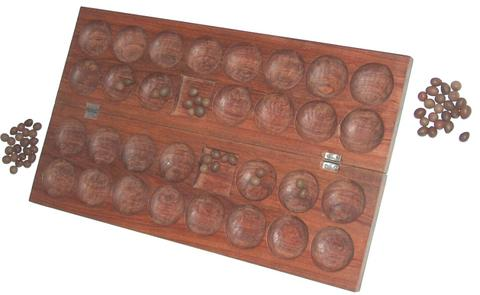
Bao-Brett von Sansibar. einfache Mulden (mashimo) sind rund, während Häuser (nyumba) eckig sind

## Spielziel
Das Ziel des Spieles ist, die Frontreihe des Gegners zu leeren oder ihm jede weitere Möglichkeit zum Setzen zu nehmen (wenn keine seiner Mulden mehr als einen Spielstein mehr hat).

## Spielregeln
Hinweis: im Folgenden werden die übersetzten sansibarischen Originalbegriffe verwendet
Das Spiel wird von zwei Spielern (Nord und Süd) gespielt.
Die Belegung wird bei Bao durch die Zahlen im folgenden Schema notiert:
| 0 |   |   |   |   |   |   |   |
| 0 | 0 | 0 | 0 | 0 | 0 | 0 | 0 |
| 0 | 0 | 0 | 0 | 0 | 0 | 0 | 0 |
|   |   |   |   |   |   |   |   |
| 0 | 0 | 0 | 0 | 0 | 0 | 0 | 0 |
| 0 | 0 | 0 | 0 | 0 | 0 | 0 | 0 |
| 0 |   |   |   |   |   |   |   |

wobei die 0 unbelegte Löcher symbolisieren und die einzelne untere und obere Zahl die Saatkörner im Lager darstellen.
Die Muldenarten
Auf dem Brett unterscheidet man fünf Arten von Mulden
- X: Lager (ghala) (für die Saatkörner in der ersten Spielphase)
- #: Haus (nyumba)
- &: Kopf (kichwa)
- %: Ort (kimbi) – nach Townshend (1979) werden die kichwa auf Lamu ebenfalls als kimbi bezeichnet.
- 0: normale Mulden

| X |   |   |   |   |   |   |   |
| 0 | 0 | 0 | 0 | 0 | 0 | 0 | 0 |
| & | % | 0 | # | 0 | 0 | % | & |
|   |   |   |   |   |   |   |   |
| & | % | 0 | 0 | # | 0 | % | & |
| 0 | 0 | 0 | 0 | 0 | 0 | 0 | 0 |
| X |   |   |   |   |   |   |   |

## Hauptprinzipien

### Die Startphase (Kupanda = Aussaat)
Am Anfang werden 20 Saatkörner wie folgt auf dem Brett verteilt:
| 22 |   |   |   |   |   |   |   |
| 0  | 0 | 0 | 0 | 0 | 0 | 0 | 0 |
| 0  | 2 | 2 | 6 | 0 | 0 | 0 | 0 |
|    |   |   |   |   |   |   |   |
| 0  | 0 | 0 | 0 | 6 | 2 | 2 | 0 |
| 0  | 0 | 0 | 0 | 0 | 0 | 0 | 0 |
| 22 |   |   |   |   |   |   |   |

Jeweils 22 Saatkörner verbleiben für jeden Spieler im Lager (oder in der Hand).
In der Startphase wird von jedem Spieler jeweils ein Saatkorn in eine Mulde gesät. Diese Spielphase wird Namua-Phase genannt. Wenn man in der Namua-Phase gewinnt, nennt man diese Gewinnart mkonomi („in der Hand“), weil immer noch Saatkörner in der Hand zum Säen übrig geblieben sind.
In dieser Phase nimmt der Spieler ein Saatkorn aus seiner Hand und pflanzt es in eine nicht leere Mulde seiner Frontreihe. Dabei muss er die Saatkörner seines Gegenspielers in der zugehörigen Mulde „essen“ (er nimmt die Saatkörner und pflanzt sie gleich weiter auf seiner Seite ein). Das Essen ist verpflichtend.
Damit man die Saatkörner des Gegners essen kann, müssen drei Bedingungen erfüllt sein:
- es muss sich mindestens ein Saatkorn in der Mulde der eigenen Frontreihe befinden
- es müssen sich Saatkörner in der gegenüberliegenden Frontreihe des Gegners befinden
- man legt ein Saatkorn in diese Mulde der Frontreihe

Bei verschiedenen Pflanzmöglichkeiten muss man diejenige auswählen, bei der man gegnerische Saatkörner essen kann.